# شينجي اوكادا
شينجي اوكادا (باليابانية: 岡田慎司) هو لاعب كرة قدم ياباني، ولد في 10 مارس 1996. لعب مع FC Imabari ‏.

## وصلات خارجية
- شينجي اوكادا على موقع رابطة كرة القدم اليابانية للمحترفين (اليابانية)
- شينجي اوكادا على موقع قاعدة بيانات كرة القدم.إي يو (الإنجليزية)
- شينجي اوكادا على موقع Soccerway.com (الإنجليزية)
- شينجي اوكادا على موقع عالم كرة القدم.نت (الإنجليزية)